# Televisión Manacor
Televisión Manacor fue uno de los canales locales más antiguos de las Baleares. Desde sus inicios y hasta el año 2006, sus instalaciones estaban en la calle Navarra de Manacor. Después de esa fecha su ubicación estaba en Vía Portugal de la misma localidad hasta el cierre de la cadena el 20 de diciembre de 2012.

## Historia y accionariado
En 1987, Mateu Llull y varios amigos empezaron con la grabación de imágenes relacionadas con Manacor de forma espontánea e informal. Las emitían todos los jueves por la noche durante una hora. Poco a poco la aventura de unos pocos amigos fue cogiendo fuerza, la grabación de numerosos eventos deportivos propiciaron la ampliación de las emisiones a los martes por la noche.
A principios de los 90, eran más de 40 las personas que colaboraban con Tv Manacor y hacían posible sus emisiones. A principios del año 1991, el Ministerio de Industria multó a la cadena con 60.000 € por emisiones ilegales. Dicha sanción, fue recurrida por Mateu Llull, al igual que otros muchos casos semejantes que se dieron en todo el territorio español. 
En 1992 se decidió profesionalizar el canal, creando una sociedad anónima encargada de explotar Tv Manacor, dando lugar al nacimiento de Produccions Llevant s.a.
En 1995 entraron nuevos accionistas, convirtiéndose Joan Servera en el nuevo gerente, cuando diversos problemas económicos obligaron a parar temporalmente las emisiones. Dos años más tarde, en 1997 se producen nuevos cambios en el accionariado, asumiendo la gerencia Mateu Llodrà. En el año 1999, Rafael Muntaner es nombrado gerente de la empresa, cargo que ostenta hasta el año 2006 en que la sociedad Broate Balear s.l asume la explotación del canal y nombra como gerente a Pedro Bagur. El día 1 de enero de 2008, Produccions Llevant s.a vuelve a hacerse cargo de la dirección de Televisión Manacor con un cambio radical en su accionariado y nombrando como nueva gerente a Maria Puigròs.

## Emisiones
Tv Manacor emitió en analógico por el canal 56 UHF desde el año 1992 y hasta el día 11 de enero de 2010, día en que las Islas Baleares hacían el apagón analógico y se incorporaban a la TDT. En ese momento se suspendieron las emisiones hasta el día 1 de agosto del mismo año debido a la necesidad de adaptar toda la infraestructura a las nuevas tecnologías. A partir del día 1 de febrero de 2011 se iniciaron los programas de producción propia.
Desde que comenzó a emitir en formato digital, lo hacía por el canal 41 de Mallorca y era de las pocas televisiones locales que habían sobrevivido al apagón analógico.

## Programas y presentadores
Dos de los programas más antiguos de la historia de la televisión balear se emitían en Tv Manacor. Era el caso de "Nit d'Esport", dirigido por Luís Rodríguez y de temática deportiva. Estuvo 15 años en antena. Otro de los programas históricos del canal fue "De Tot i Molt", dirigido y presentado por Miguel Ángel Ariza. Dicho espacio televisivo se mantuvo doce años en emisión. Se trataba de un formato magazine de entretenimiento.
Otros programas destacados en la parrilla de Televisión Manacor fueron las tertulias de Cati Veny, "Les nostres contrades" que dirigía y presentaba Sebastià Riera o "La Reforma (TV Manacor)" un espacio de actualidad política presentado por Antoni Sureda.